# Chugach National Forest

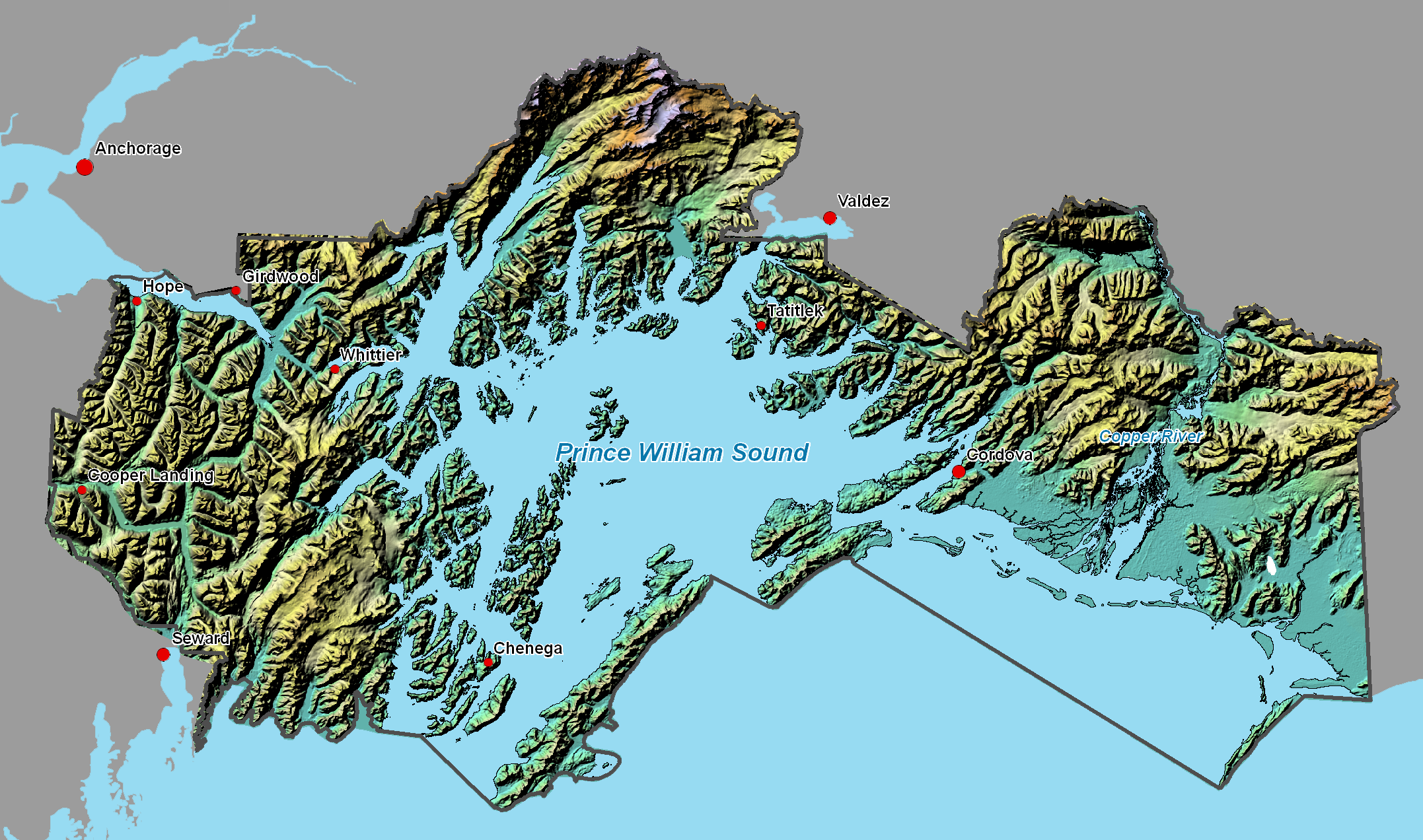
Reliefkarte des Chugach National Forest

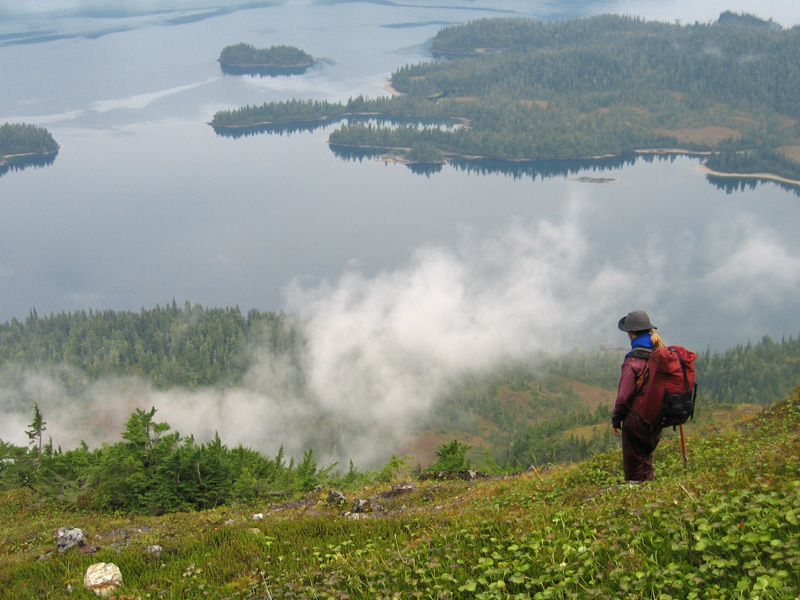
Chugach National Forest

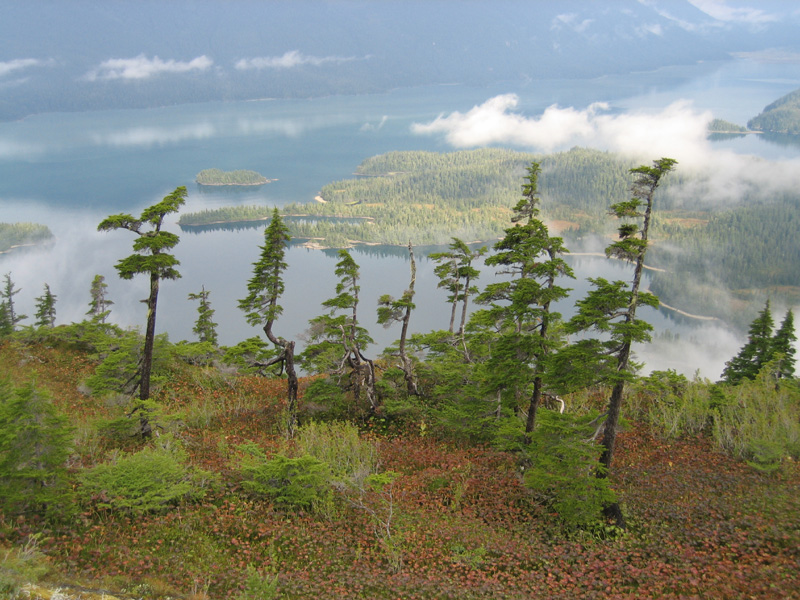
Chugach National Forest

Der Chugach National Forest ist ein Nationalforst im US-Bundesstaat Alaska. Er bedeckt eine Fläche von 23.000 km² in South Central Alaska vom Flussdelta des Copper River im Osten über den Prince William Sound bis auf die Kenai-Halbinsel im Westen. Im Norden grenzt er an Alaskas jüngstes Gebirge, die Chugach Mountains. Er setzt sich aus den Terranen Chugach und Prince William zusammen.
Der Chugach National Forest wurde auf Initiative von William Langille, dem späteren Verwalter des Tongass National Forest, am 23. Juli 1907 von Theodore Roosevelt ausgewiesen. Ziel war es, den Baumbestand zu schützen, Jagd und Fischerei zu reglementieren und einen organisierten Brandschutz einzuführen. Der Nationalforst ist der nördlichste und der zweitgrößte des United States Forest Service. Die Forstverwaltung befindet sich in Anchorage.

## Flora und Fauna
Der Chugach National Forest besteht zum Großteil aus Küstenregenwald mit Sitka-Fichten, Hemlocktannen, Birken und Espen. Auf Lichtungen wachsen Waldweidenröschen, Lupinen, Bärenklau, Wiesen-Schaumkraut und Sitkabaldrian. Über der Waldgrenze hat sich Dickicht unter anderem aus Erlen und Teufelskeulen, dem einzigen Vertreter der Ginsengfamilie in Alaska, gebildet. In höheren Regionen breiten sich subalpine Wiesen aus, die schließlich in Tundra übergehen. 
In dem auf der Kenai-Halbinsel gelegenen Teil des Chugach National Forest kommen fast alle Landsäugetiere Alaskas vor. Am Copper River haben Vögel einen idealen Lebensraum. Am Fluss brüten etwa 12.000 Dusky-Kanadagänse, eine Unterart, die nur hier vorkommt, sowie ein Zehntel der Weltpopulation der Trompeterschwäne.